# Franz von Blon
Franz von Blon, född i Berlin den 16 juli 1861, död 21 oktober 1945 i Seilershof nära Gransee i Brandenburg, var en  dirigent och kompositör.

## Biografi
Han fick undervisning i violin vid åtta års ålder och studerade vid Stern'sches Konservatorium och Königlichen Hochschule für Musik i Berlin.
Efter studierna fick han orkestererfarenhet som konsertmästare i Hamburgs stadsteaters orkester, och blev därefter dirigent i Berlins filharmoniska blåsorkester. Samtidigt var han dirigent för Berliner Tonkünstler. Han kom därefter att leda Warszawas filharmoniska orkester. Som kompositör blev han känd för omkring 30 marscher, som även spelas internationellt. Den dramatiska ouvertyr som han komponerade för den 19:e schweiziska musikfestivalen i Bern 1931 räknas till pionjärverken inom den symfoniska blåsmusiken.
I slutet av 1920-talet gjorde han flera inspelningar för Electrola med Berliner Harmonie Orchester.